# Ледовских, Вячеслав Михайлович
Вячесла́в Миха́йлович Ледовски́х (17 января 1948, Караганда) — советский футболист, защитник. Тренер.

## Биография
Вячеслав Ледовских родился в городе Караганда. Там же начал ходить на футбольную секцию, где в последующем начал карьеру в «Шахтёре». Также выступал в таких командах, как хромтауский «Горняк» и чимкентский «Металлург».
В начале 1980-х годов завершил игровую карьеру и начал тренерскую. В 1990 году возглавил родную команду «Шахтёр», но уже в сентябре её покинул. С 1992 по 2006 год тренировал различные российские команды во втором дивизионе.
В 2005 году окончил московскую высшую школу тренеров. Проходил стажировку в мадридском «Реале» и «Хетафе».
В 2012 году получил тренерскую лицензию PRO.
Младший брат Сергей — футболист, выступавший за карагандинский «Шахтёр». Сыновья Константин и Денис — футбольные вратари.

## Достижения

### Достижения в качестве тренера
- Чемпион Первой лиги Казахстана: 2007
- Серебряный призёр Первой лиги Казахстана: 2009
- Бронзовый призёр Первой лиги Казахстана: 2011, 2012